# Chiesa di San Leodegario in Corte

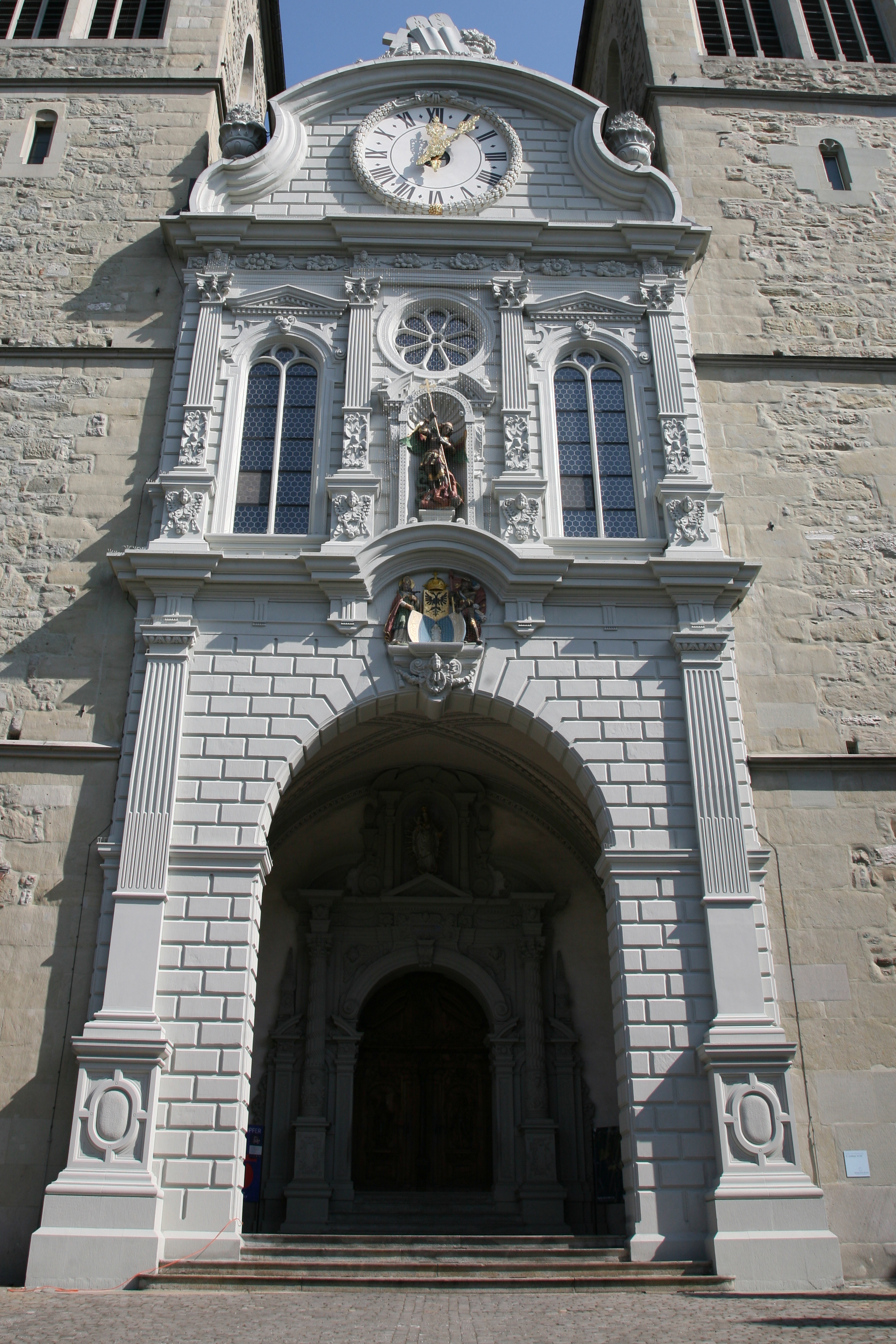
La facciata

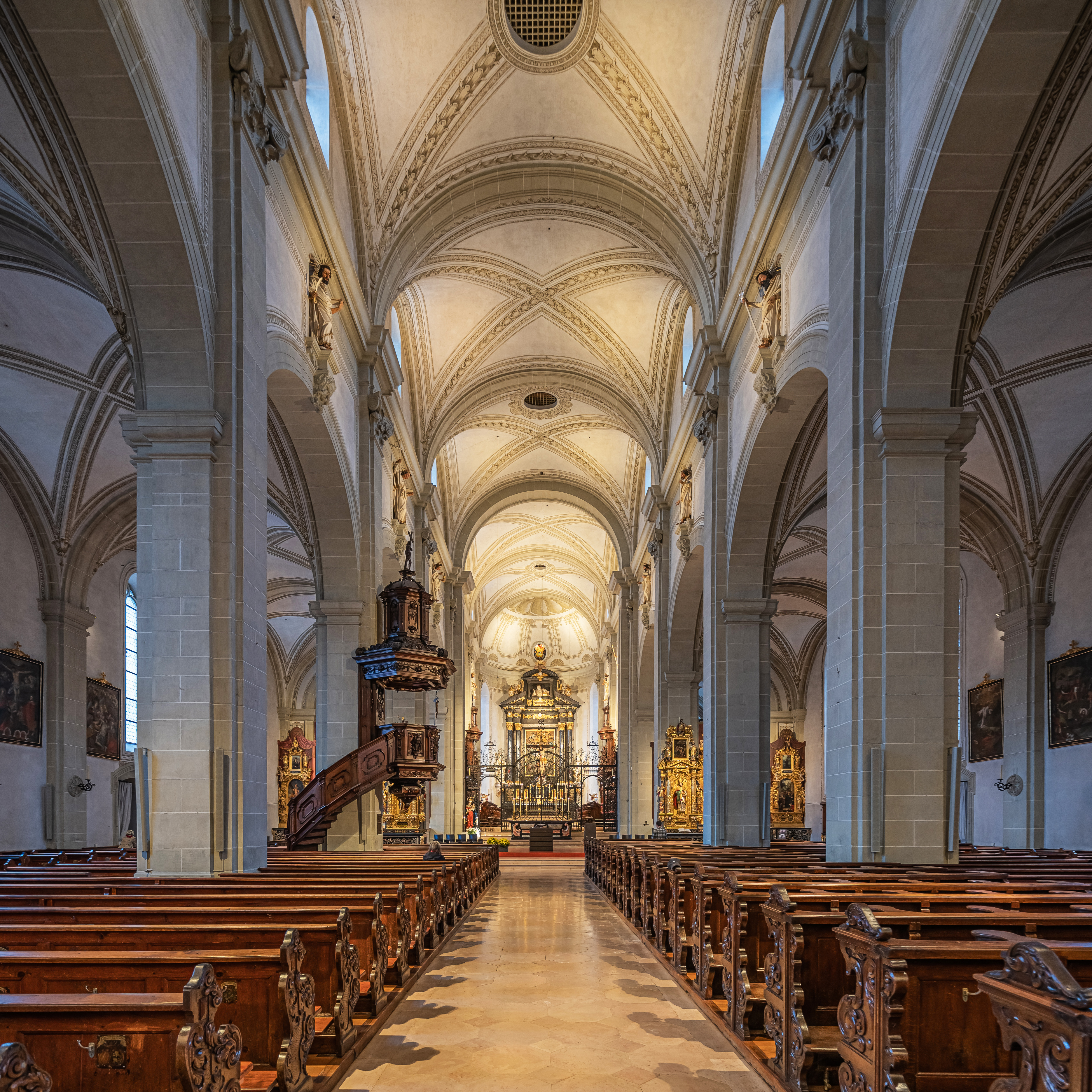
L'interno

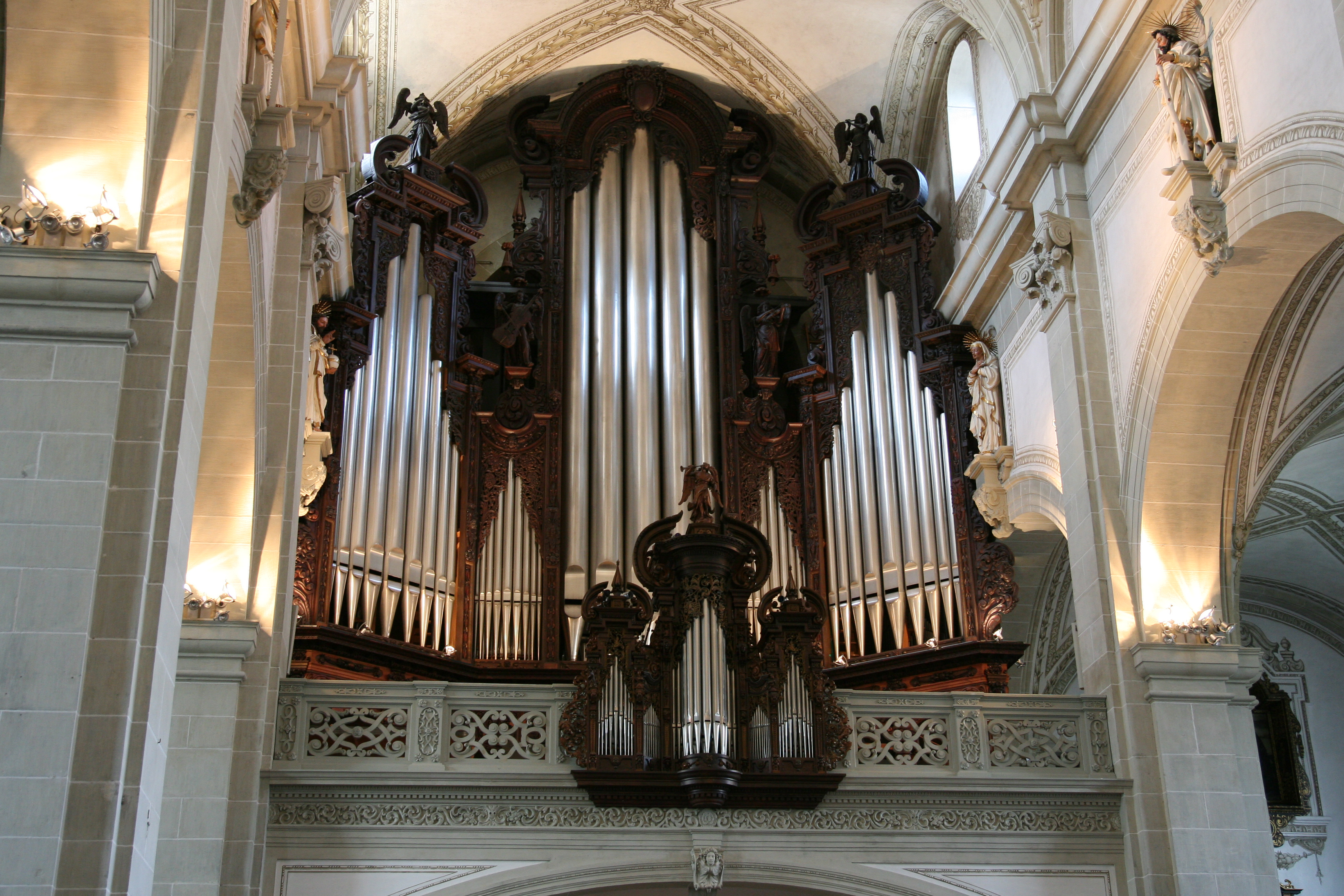
L'organo maggiore

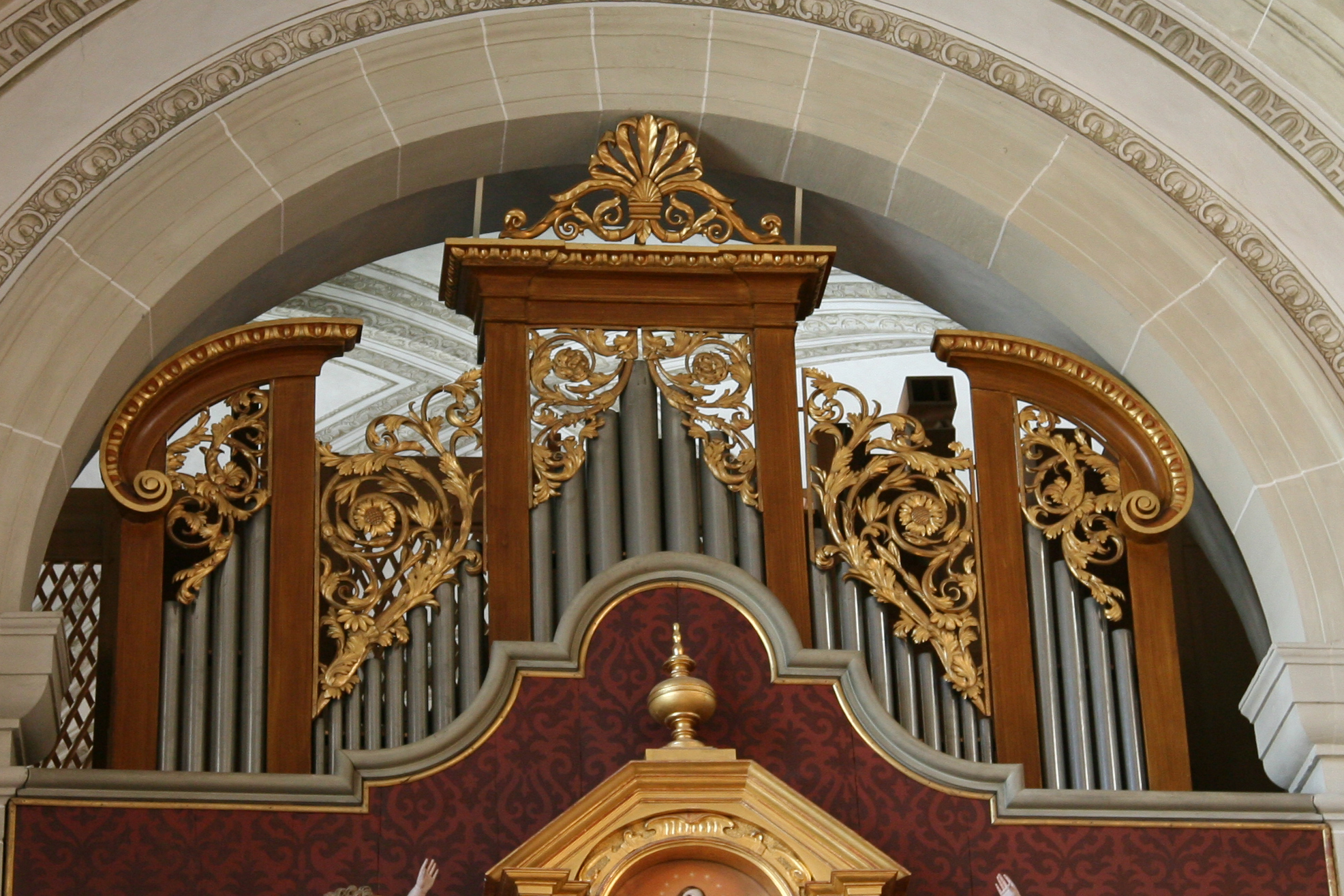
L'organo corale

La chiesa di San Leodegario in Corte (nome completo in tedesco: Hofkirche Sankt Leodegar im Hof, abbreviata in Hofkirche; conosciuta localmente come la Hofchele, la "chiesetta" in svizzero-tedesco) è la più importante chiesa della città di Lucerna, in Svizzera, dedicata ai Santi Leodegario e Maurizio, patroni della città. Sorge sulle fondamenta di una basilica romanica che, bruciata da un incendio nel 1633, venne costruita dal 1633 al 1639 in stile Rinascimentale. Questa chiesa è stata una delle poche costruzioni del nord delle Alpi durante la guerra dei trent'anni ed è una delle più grandi chiese, ricca di arte storica tedesca, del periodo tardo-rinascimentale.

## Storia
Nell'VIII secolo vi era già un'abbazia dedicata a San Maurizio, sul sito attuale della chiesa situata in posizione periferica rispetto al centro storico, su una piccola collina proprio di fronte al lago, che era stata regalata da Pipino il Breve, e in quel periodo era nota come Monastarium Luciaria. Dal XII secolo l'abbazia era sotto la giurisdizione dell'Abbazia di Murbach, il cui santo patrono era San Leodegario. Nel 1291 l'abbazia venne venduta agli Asburgo. Nel 1433 la città di Lucerna, che non era più membro dell'Eidgenossenschaft, prese il controllo dell'abbazia, e nel 1455 venne convertita dai Benedettini a chiesa di "ordine universale".
La chiesa romanica fu rasa al suolo durante la domenica di Pasqua del 1633. Solo le torri gemelle riuscirono a sfuggire al destino e sopravvivono ancora oggi. L'attuale struttura venne eretta nel 1636 nello stile del tardo Rinascimento, emerge da una piccola collina alla quale si accede tramite una larga e bella scalinata.
Il monastero ha subito un periodo di massimo splendore durante il periodo della riforma, grazie alla quale Lucerna divenne una città importante per i cantoni svizzeri cattolici. Il nunzio papale, residente a Lucerna, usò, in questo periodo, la chiesa come sua cattedrale. Nel 1874 venne fondata la parrocchia della chiesa di San Leodegar e con questa la chiesa divenne simultaneamente una chiesa monasteriale e chiesa parrocchiale, come è tutt'oggi.

## Descrizione

### Esterno
La facciata della chiesa, orientata verso ovest, è stata realizzata nel 1633 ed è in stile rinascimentale. Il portale è preceduto da un nartece a cui si accede tramite un grande arco; sulla chiave di volta si trova un bassorilievo dipinto raffigurante i santi Leodegario di Autun (a sinistra) e Maurizio d'Agauno (a destra); gli stessi santi sono presenti anche sulle due ante lignee del portale, finemente scolpite. Sopra l'arco del nartece, in facciata, si trovano due alte bifore poste ai lati di un piccolo rosone circolare. Sotto di esso, la statua di San Michele Arcangelo. Nel timpano, poi, vi è un orologio.
La facciata è affiancata da due torri campanarie gotiche con base quadrata con lati di 9 metri e alte 63 metri. All'interno di esse, nelle due celle campanarie, si trovano in tutto otto campane delle quali la più leggera pesa 700 kg e la più pesante 5,25 tonnellate. Inoltre, altre quattro campane si trovano nei pressi dell'abside della chiesa.
Nel bel chiostro all'italiana troviamo le tombe di alcune famiglie patrizie della città.

### Interno
L'interno è riccamente decorato, le sculture elaborate e le attrazioni abbondanti; è in stile barocco, frutto dei restauri del XVII secolo diretti da Niklaus Geisler. È suddivisa in tre navate coperte con volta a crociera da pilastri costituiti da blocchi di pietra chiara.
In fondo alla navata centrale si trova l'abside semicircolare, preceduta dal coro quadrangolare in cui si trovano gli stalli lignei scolpiti. Questi, realizzati fra il 1639 e il 1641 su progetto di Niklaus Geisler, presentano la scena dell'Annunciazione con le statue dell'Arcangelo Gabriele (lato sinistro) e di Mari (lato destro) poste entro due tabernacoli lignei, mentre sugli schienali della seduta vi sono le immagini di personaggi biblici e santi. Al centro dell'abside, vi è l'altare maggiore in marmi policromi, donato dal nunzio apostolico Ranuccio Scotti agli inizi del XVII secolo. Al centro dell'ancona, sotto il busto di Dio Padre e le statue dei santi, vi è la pala Gesù che prega nell'Orto degli ulivi, di Giovanni Lanfranco. L'abside è separata dalla navata tramite una transenna con finta prospettiva, opera del fabbro tedesco Johann Reiffel.
Sulla parete fondale delle due navate laterali, si trovano due presbiteri barocchi gemelli che constano ognuno in un grande altare affiancato da due più piccoli. I due altari principali sono dedicati alla Maria, madre di Gesù (altare di sinistra) e alla Deposizione di Gesù (altare di destra) e accolgono nell'ancona due bassorilievi dipinti raffiguranti rispettivamente il Transito di Maria e la Deposizione di Gesù dalla Croce.
Nell'ultima campata della navata centrale si trova il presbiterio post-conciliare. Realizzato nel 2001 su progetto di Kurt Sigrist, è costituito da una piattaforma in anidrite rossa sul quale poggiano l'altare cubico e l'ambone, entrambi in basalto nero.

### Organi a canne

#### Organo maggiore
Nel 1640, l'organaro salisburghese Johannes Geissler venne incaricato della costruzione di un grande organo a canne per la chiesa. Lo strumento, terminato, contava 48 registri per un totale di 2826 canne. Dal 1858 al 1862, lo strumento venne ampliato dall'organaro Friedrich Haas che portò i registri a 70. Fra le varie innovazioni, vi era la Regenmaschine, un particolare meccanismo che ancor oggi riproduce il rumore della pioggia grazie a delle sfere di metallo introdotte in una botte. Il dispositivo è l'unico al mondo conosciuto nel suo genere. In seguito, l'organo è stato radicalmente restaurato fra il 1976 e il 1977 dalla ditta organaria zurighese Kuhn Orgelbau che lo ha ulteriormente ampliato con tre nuovi registri nel 1982.
Attualmente (2012), lo strumento ha 84 registri suddivisi fra le cinque tastiere di 58 note ciascuna e la pedaliera di 30 note per un totale di 5945 canne suddivise in tre corpi:
- nella grande cassa in cantoria, disegnata da Niklaus Geisler in stile barocco, si trovano le canne relative alla seconda, alla terza e alla quarta tastiera (rispettivamente Hauptwerk, Oberwerk e Récit e le canne del pedale;
- nel positivo tergale, aggiunto nel 1972, si trovano le canne della prima tastiera (Rückpositiv);
- sotto il pavimento della navata centrale, si trovano le canne della quinta tastiera (Fernwerk).

L'organo è a trasmissione mista: meccanica per la seconda, la terza e la quarta tastiera e il pedale, elettrica per la prima e la quinta tastiera e i registri.
Di seguito, la sua disposizione fonica:
| Prima tastiera - Rückpositiv |        |
| Rohrgedackt                  | 8'     |
| Quintatön                    | 8'     |
| Principal                    | 4'     |
| Kleingedackt                 | 4'     |
| Sesquialtera                 | II     |
| Octave                       | 2'     |
| Nachthorn                    | 2'     |
| Quinte                       | 1.1/3' |
| Octave                       | 1'     |
| Scharf                       | IV     |
| Rankett                      | 16'    |
| Krummhorn                    | 8'     |
| Tremulant                    |        |

| Seconda tastiera - Hauptwerk |        |
| Principal                    | 16'    |
| Gambe                        | 16'    |
| Octave                       | 8'     |
| Hohlflöte                    | 8'     |
| Gemshorn                     | 8'     |
| Quinte                       | 5.1/3' |
| Octave                       | 4'     |
| Koppelflöte                  | 4'     |
| Viola di Gamba               | 4'     |
| Terz                         | 3.1/5' |
| Octave                       | 2'     |
| Mixtur major                 | VI     |
| Mixtur minor                 | IV     |
| Cornet                       | III-V  |
| Bombarde                     | 16'    |
| Trompete                     | 8'     |

| Terza tastiera - Oberwerk |        |
| Pommer                    | 16'    |
| Principal                 | 8'     |
| Gedackt                   | 8'     |
| Octave                    | 4'     |
| Gemshorn                  | 4'     |
| Quinte                    | 2.2/3' |
| Octave                    | 2'     |
| Terz                      | 1.3/5' |
| Mixtur                    | V      |
| Cymbel                    | III    |
| Zinke                     | 8'     |
| Schalmei                  | 4'     |
| Tremulant                 |        |

| Quarta tastiera - Récit |        |
| Bourdon                 | 16'    |
| Principal               | 8'     |
| Bourdon                 | 8'     |
| Salicional              | 8'     |
| Voix céleste            | 8'     |
| Octave                  | 4'     |
| Flûte traversière       | 4'     |
| Nasard                  | 2.2/3' |
| Flageolet               | 2'     |
| Plein jeu               | V-VI   |
| Basson                  | 16'    |
| Trompette harmonique    | 8'     |
| Hautbois                | 8'     |
| Clairon                 | 4'     |
| Tremulant               |        |

| Quinta tastiera - Fernwerk |        |
| Bourdon                    | 16'    |
| Principal                  | 8'     |
| Bourdon                    | 8'     |
| Spitzflöte                 | 8'     |
| Octave                     | 4'     |
| Spitzflöte                 | 4'     |
| Quinte                     | 2.2/3' |
| Octave                     | 2'     |
| Trompete                   | 8'     |
| Vox humana                 | 8'     |
| Tremulant                  |        |
| Fagott                     | 16'    |
| Physarmonica               | 8'     |
| Clarinette                 | 8'     |
| Regenmaschine              |        |

| Pedal           |           |
| Principal       | 32'       |
| Octave          | 16'       |
| Subbass         | 16'       |
| Gedackt         | 16'       |
| Octave          | 8'        |
| Flöte           | 8'        |
| Violon          | 8'        |
| Quarte          | 5.1/3'+4' |
| Octave          | 4'        |
| Spilllöte       | 4'        |
| Mixtur          | IV        |
| Kontrafagott    | 32'       |
| Tuba            | 16'       |
| Posaune         | 16'       |
| Trompete        | 8'        |
| Clairon         | 4'        |
| Singend Kornett | 2'        |

#### Organo corale
Per bilanciare la potenza dell'organo maggiore, fra il 1842 e il 1844 venne costruito sulla cantoria alla sinistra del presbiterio un secondo organo a canne dall'organaro Thomas Sylvester. Lo strumento, restaurato nel 2003 è a trasmissione integralmente meccanica con due tastiere di 54 note ciascuna ed una pedaliera di 30 per un totale di 27 registri e 1137 canne. La sua disposizione fonica è la seguente:
| Prima tastiera - Hauptwerk |     |
| Principal                  | 16' |
| Principal                  | 8'  |
| Koppelflöte                | 8'  |
| Gambe                      | 8'  |
| Alt Viol                   | 8'  |
| Octave                     | 4'  |
| Spitzflöte                 | 4'  |
| Traversflöte               | 4'  |
| Mixtur                     | V   |
| Cornett                    | V   |
| Trompete                   | 8'  |

| Seconda tastiera - Positiv |        |
| Principal                  | 8'     |
| Lieblich Gedackt           | 8'     |
| Dolzean                    | 8'     |
| Flöte                      | 8'     |
| Octave                     | 4'     |
| Flöte                      | 4'     |
| Quinte                     | 2.2/3' |
| Flautino                   | 2'     |
| Clarinette                 | 8'     |

| Pedal         |     |
| Principalbass | 16' |
| Subbass       | 16' |
| Violonbass    | 16' |
| Octavbass     | 8'  |
| Bombarde      | 16' |

## Galleria d'immagini

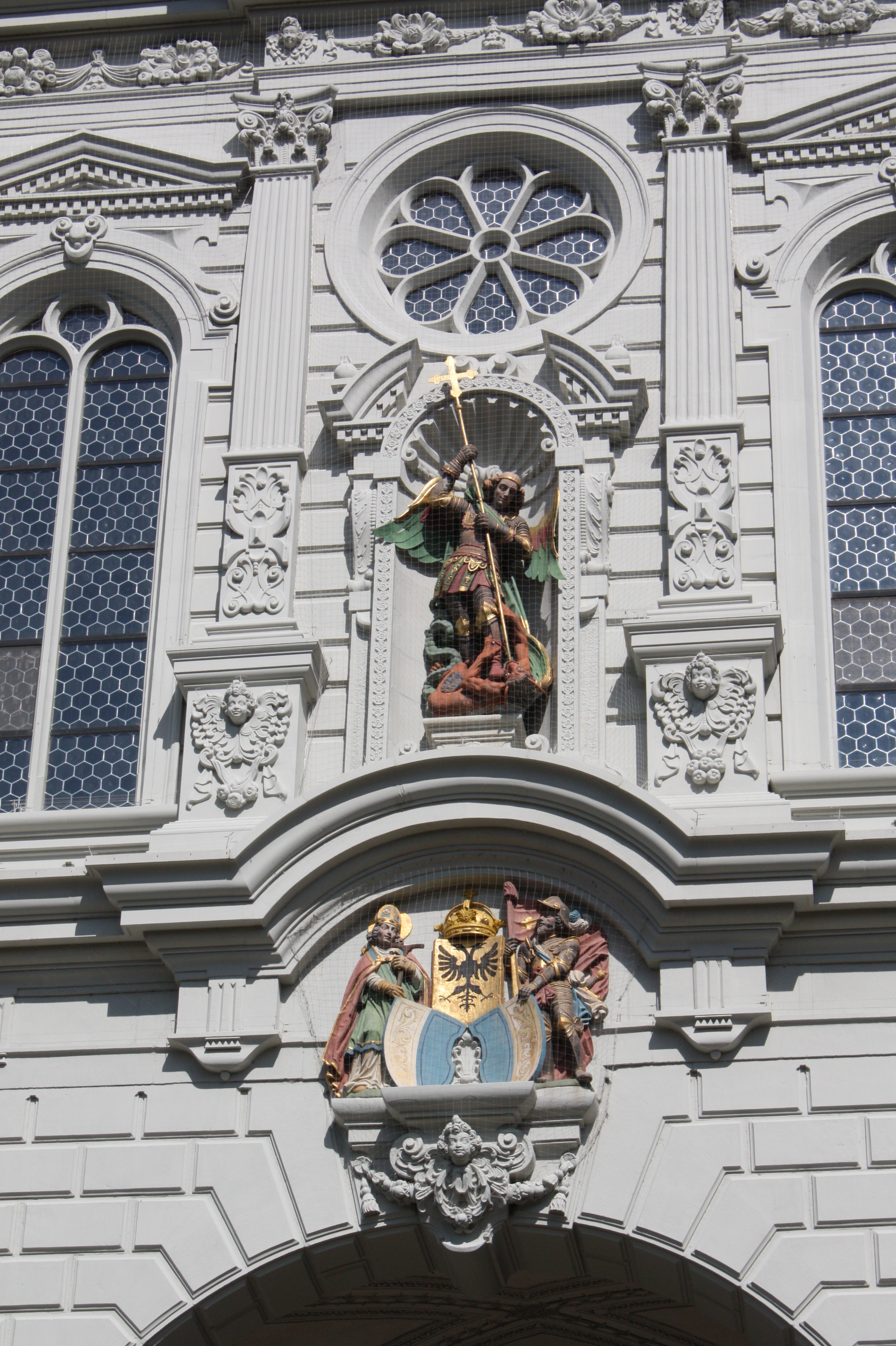
Particolare della facciata
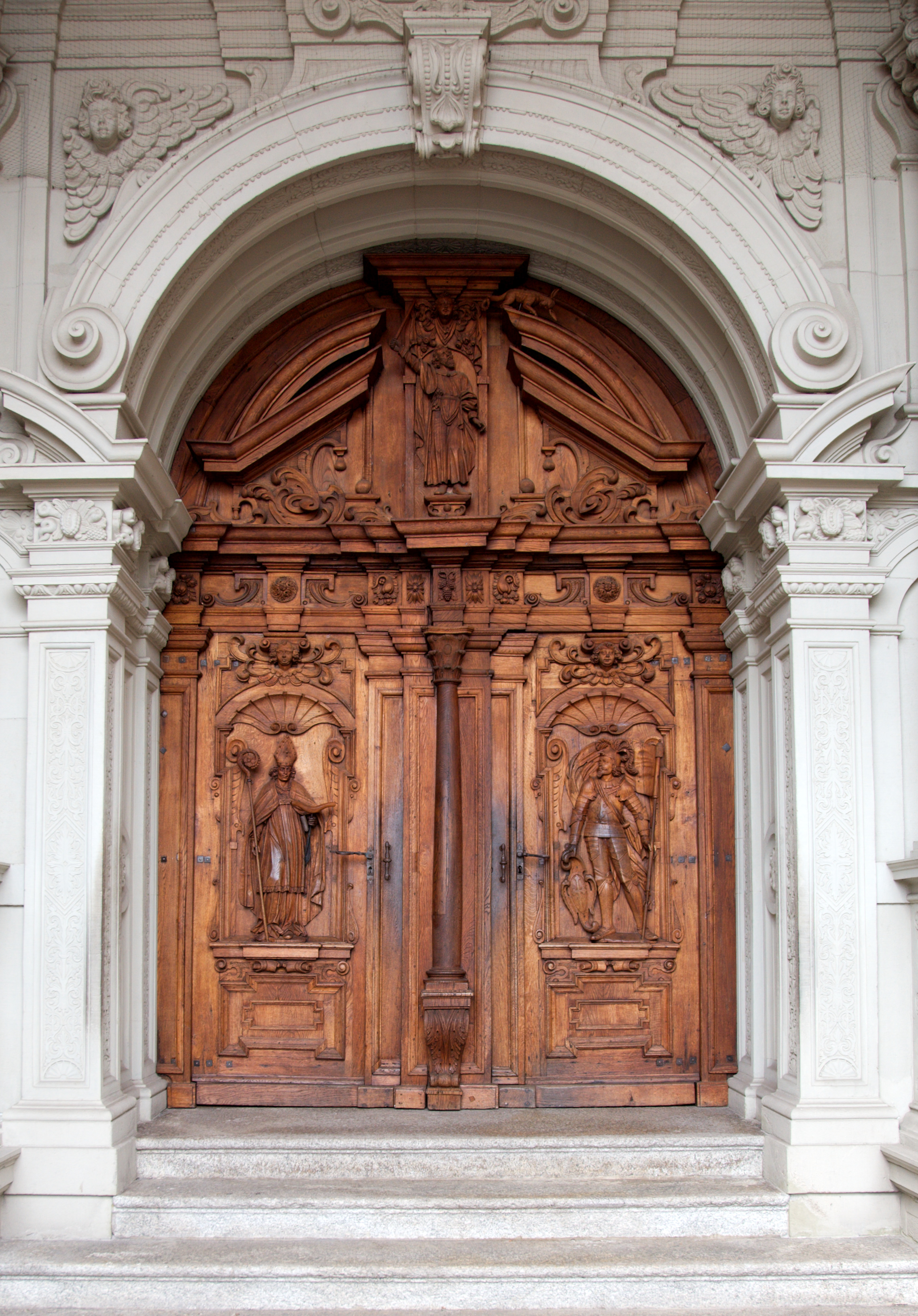
Il portale
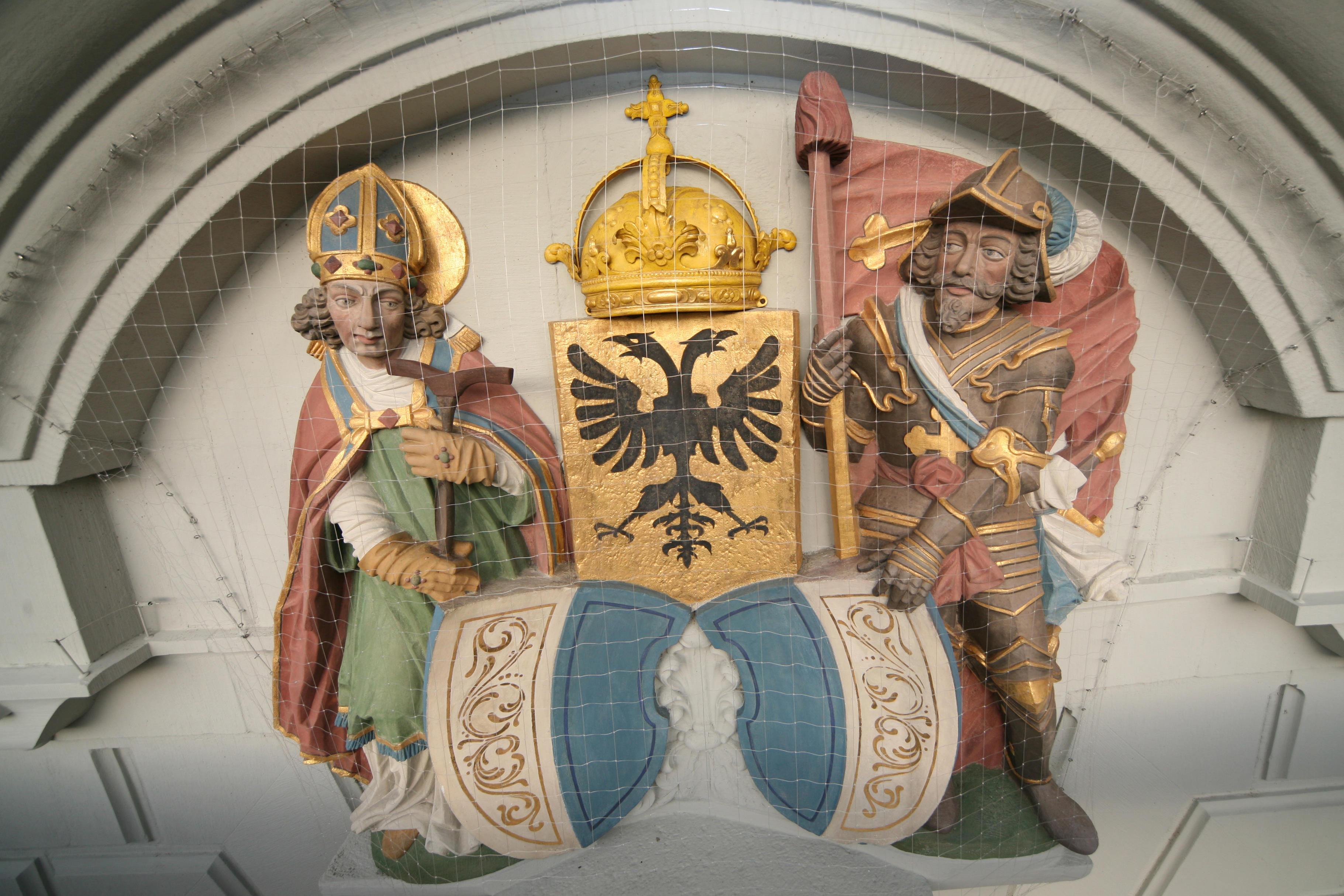
Bassorilievo con i santi Leodegario e Maurizio
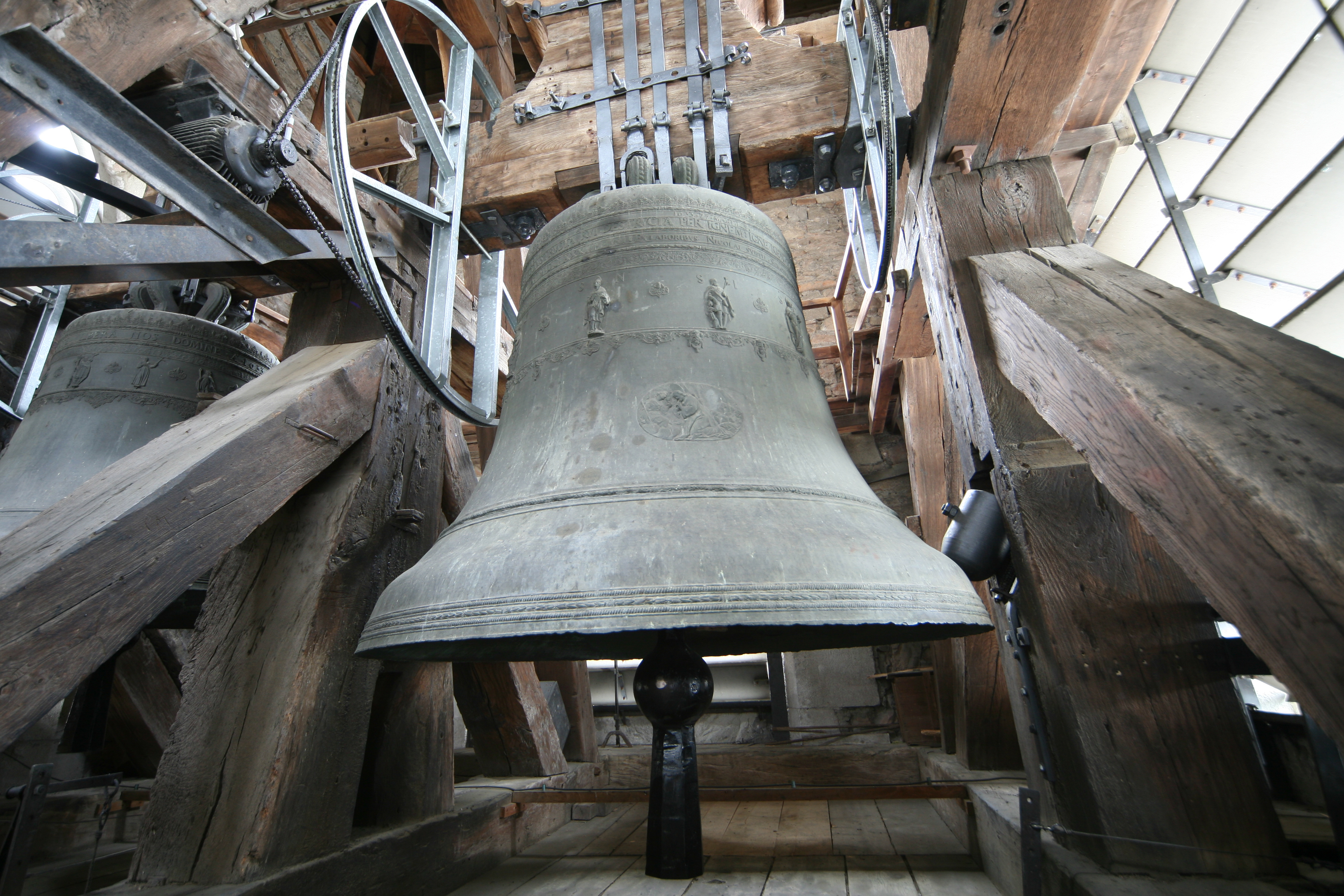
Una delle campane
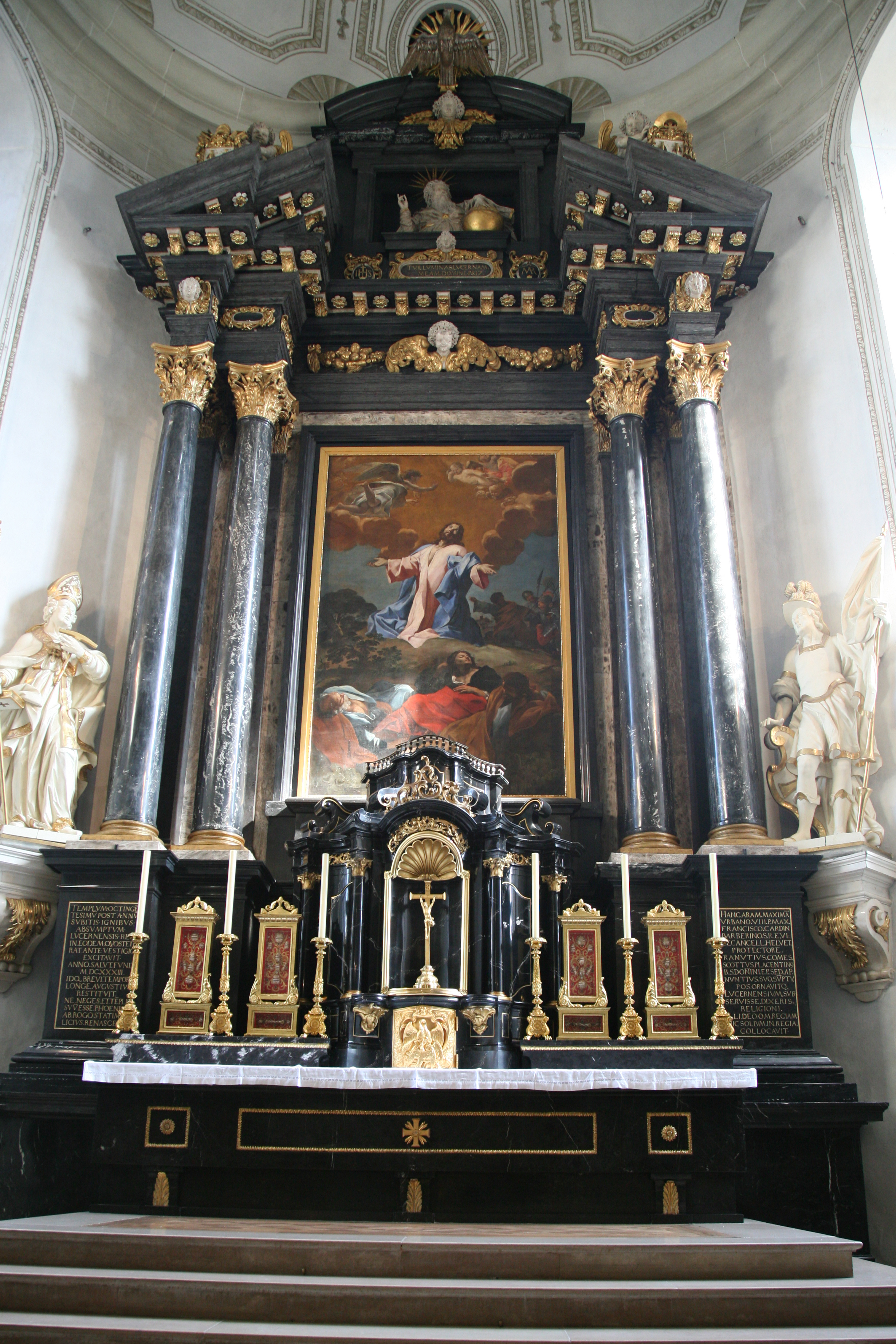
L'altar maggiore
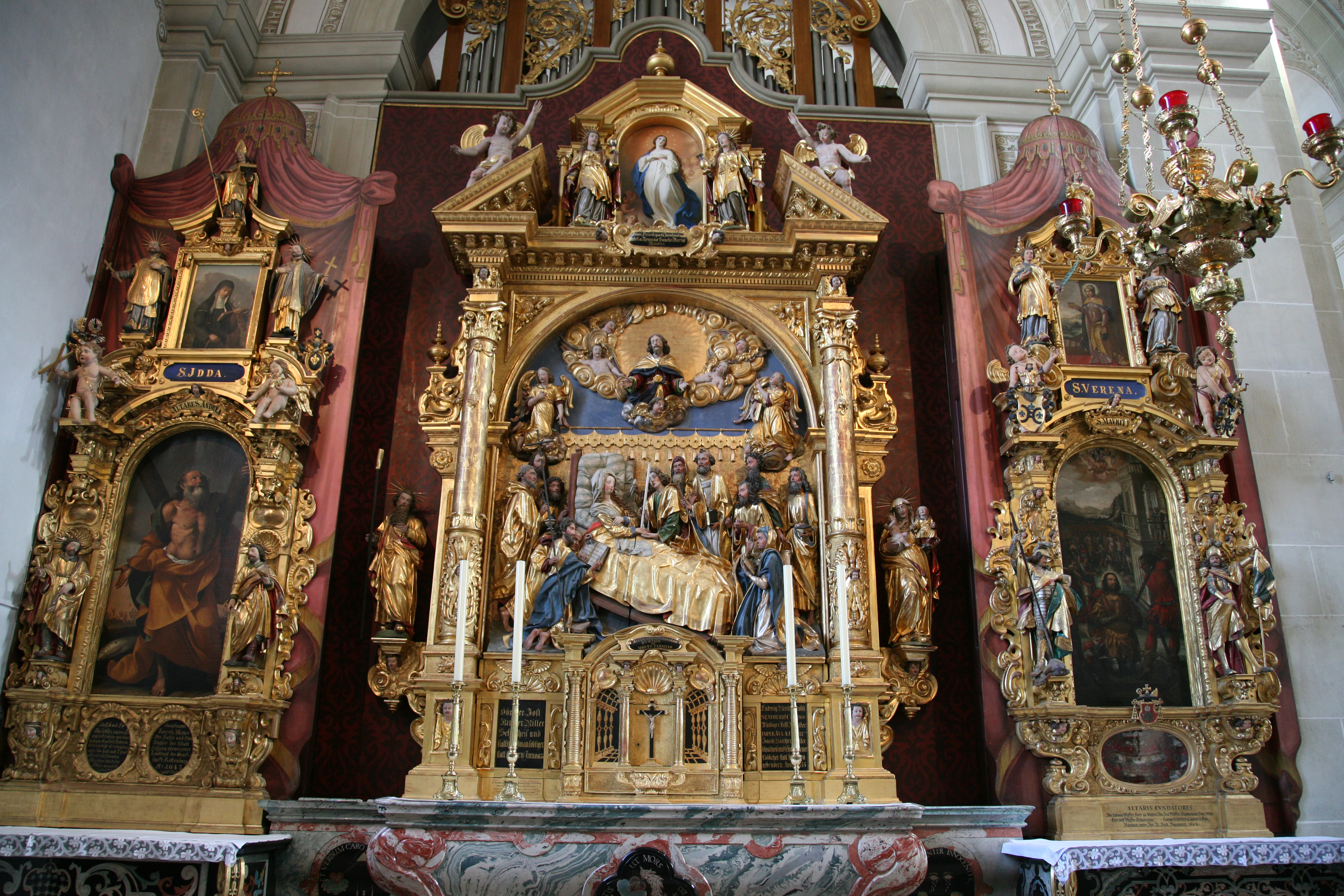
L'altare della Dormizione
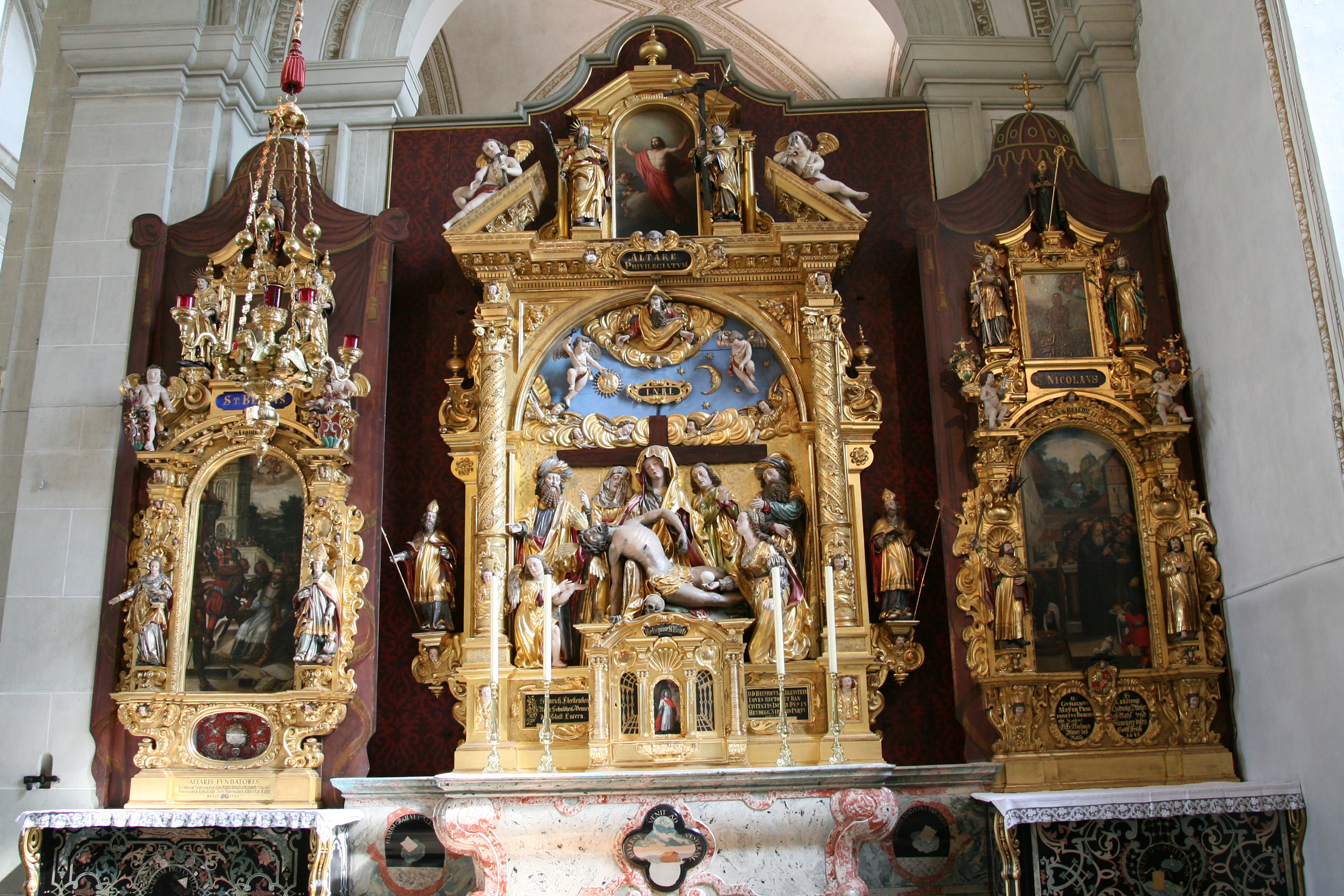
L'altare della Deposizione
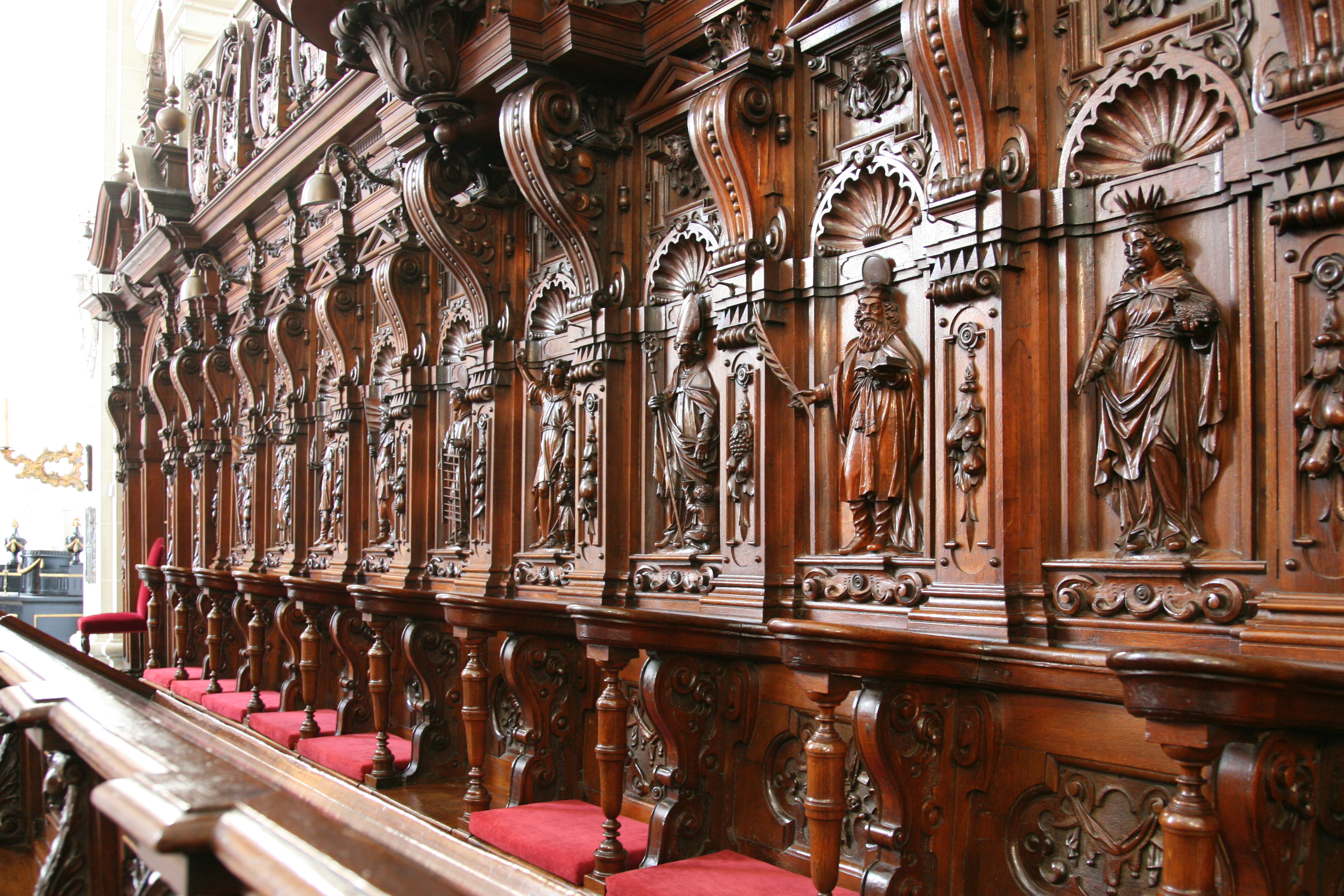
Gli stalli lignei del coro
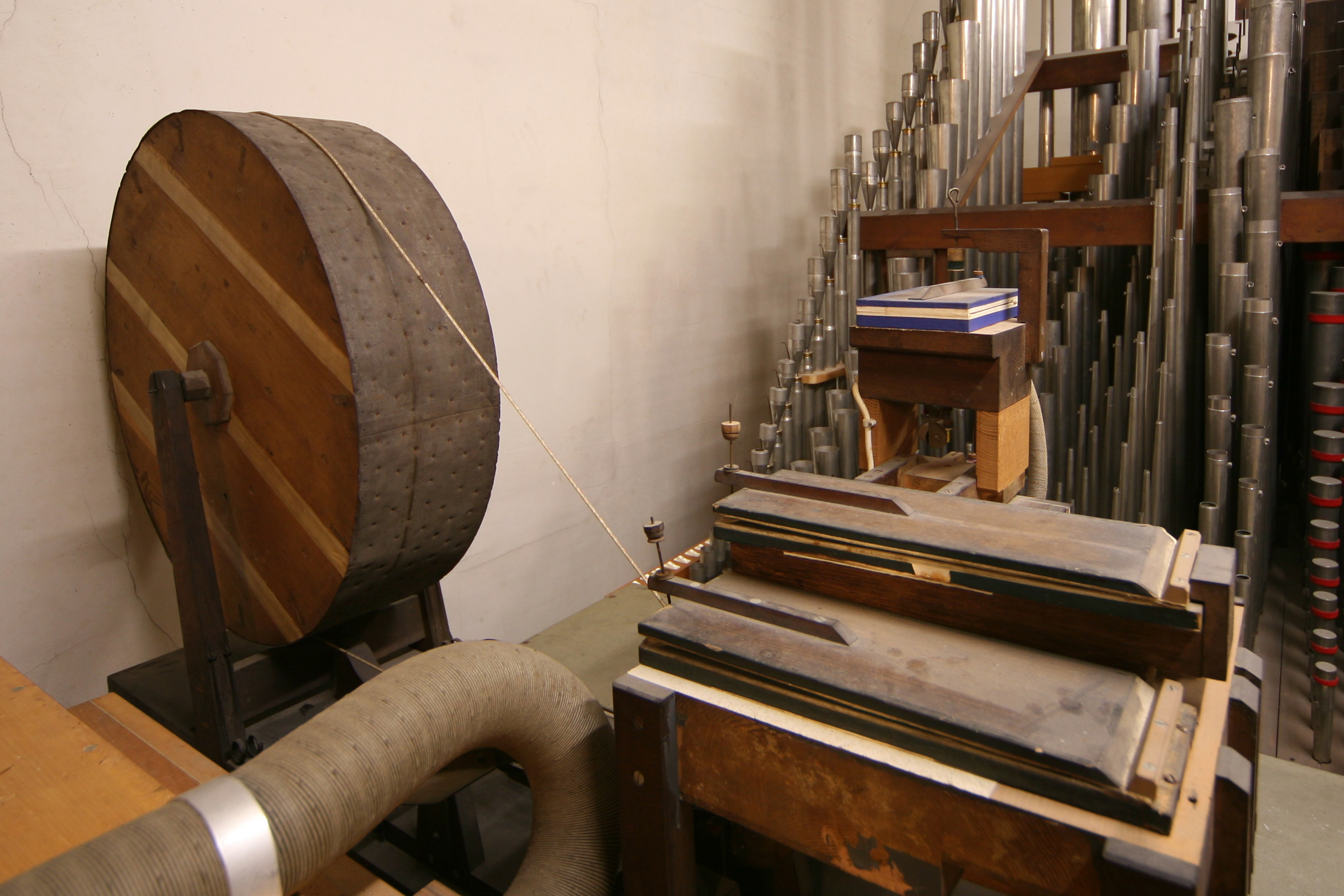
Macchina della pioggia